# Trichocolletes chrysostomus
Trichocolletes chrysostomus är en biart som först beskrevs av Cockerell 1929.  Trichocolletes chrysostomus ingår i släktet Trichocolletes och familjen korttungebin. Inga underarter finns listade i Catalogue of Life.

## Bildgalleri

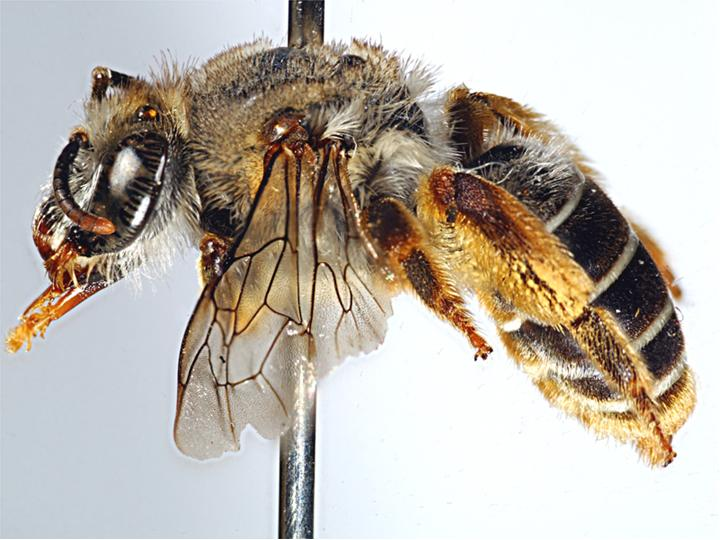
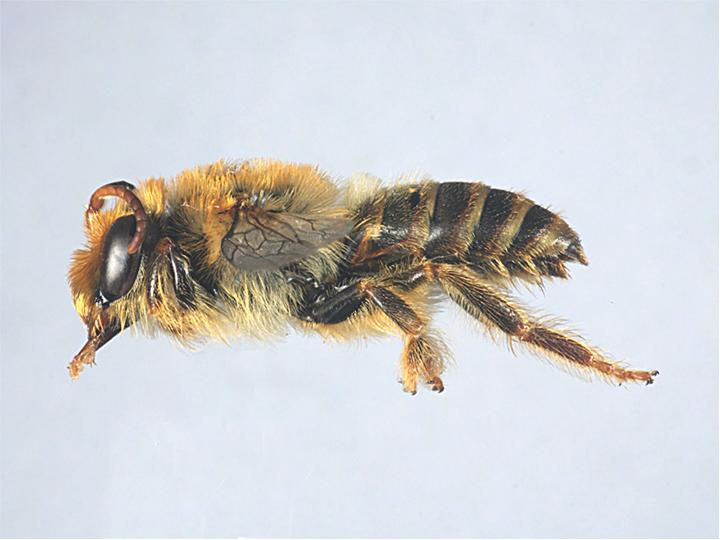